# Zumbi

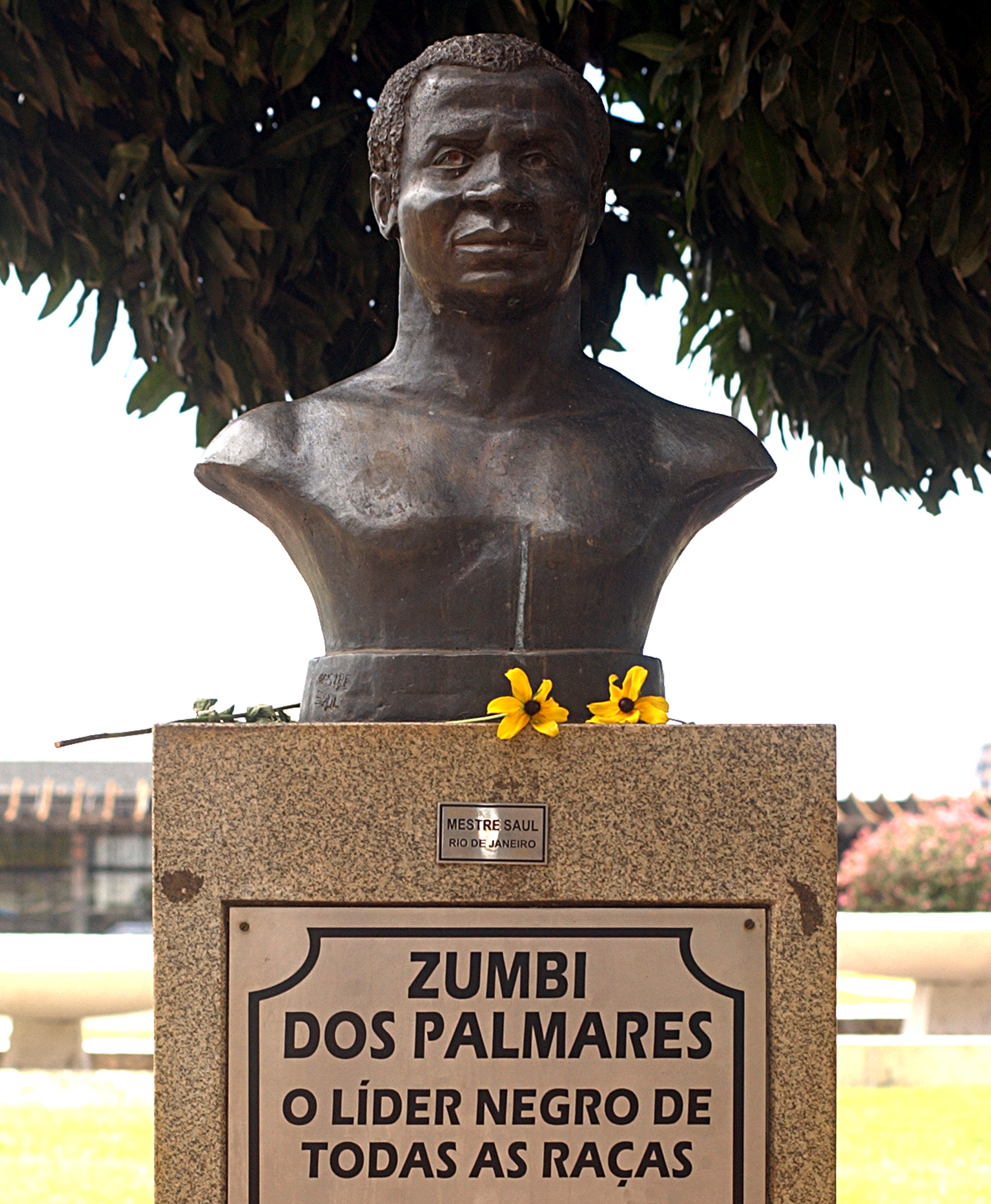
Buste van Zumbi dos Palmares in Brasilia.

Zumbi (Serra da Barriga (Alagoas), 1655 – Serra Dois Irmãos (Alagoas), 20 november 1695) was de laatste van de leiders van Quilombo dos Palmares, tegenwoordig in de staat Alagoas in Brazilië.
Zumbi werd in vrijheid geboren. Hij werd echter gevangengenomen door de Portugezen en gegeven aan een missionaris, Vader Antonio Melo, toen hij ongeveer 6 jaar oud was. Zumbi werd Francisco gedoopt en de sacramenten onderwezen, hij leerde Portugees en Latijn, en hielp met de dagelijkse mis. Ondanks de pogingen om hem te ‘civiliseren’ ontsnapte hij in 1670 en keerde, 15 jaar oud, terug naar zijn geboorteplaats. Zumbi werd bekend om zijn moed en vaardigheid in de strijd, en toen hij de twintig passeerde was hij een gerespecteerd militair strateeg.
In 1678 benaderde de gouverneur van Pernambuco, Pedro Almeida, moe van het langdurige conflict met Palmares, leider Ganga Zumba met een olijftak. Almeida bood vrijheid voor alle weggelopen slaven als Palmares zich zou overgeven aan de Portugese autoriteiten, een voorstel dat Ganga Zumba aantrekkelijk vond. Maar Zumbi wantrouwde de Portugezen. Bovendien wees hij vrijheid voor de bevolking van Palmares af als andere Afrikanen in slavernij zouden blijven. Hij wees Almeida's opening af en stelde Ganga Zumba’s leiderschap ter discussie. Zumbi zwoer dat hij het verzet tegen de Portugese overheersing zou voortzetten, en werd de nieuwe leider van Palmares.
Vijftien jaar nadat Zumbi het leiderschap over Palmares overnam, voerden de Portugese legeraanvoerders Domingos Jorge Velho en Vieira de Mello een artillerie-aanval op de quilombo uit. Op 6 februari 1694, na 67 jaren van doorlopende conflicten met de marrons van Palmares, slaagden de Portugezen erin om Cerca do Macaco, de centrale vestiging van de republiek, te vernietigen. De strijders van Palmares waren geen partij voor de Portugese artillerie; de republiek viel, en Zumbi werd verwond. Hoewel hij overleefde en erin slaagde om aan de Portugezen te ontsnappen, werd hij bijna twee jaar later verraden, gevangengenomen en ter plekke onthoofd op 20 november 1695. De Portugezen brachten Zumbi's hoofd naar Recife, waar het getoond werd op de centrale plaza als bewijs dat Zumbi, in tegenstelling tot de legende onder Afrikaanse slaven, niet onsterfelijk was. Overgeblevenen uit de oude quilombos bleven nog zo’n honderd jaar in de streek wonen.
Tegenwoordig wordt 20 november, vooral in Rio de Janeiro, gevierd als een nationale feestdag. De dag heeft een bijzondere betekenis voor Afro-Brazilianen, die Zumbi eren als een held, een vrijheidsstrijder en een vrijheidssymbool.